# Eduardo Arana
 (mai 2025).
Eduardo Arana est un homme d'État péruvien. Il est président du Conseil des ministres depuis le 14 mai 2025.